# Casa per ferie
Nell'ordine amministrativo italiano, la casa per ferie è una struttura ricettiva attrezzata per il soggiorno a fini turistici di persone singole o di gruppi, per un periodo non superiore a sessanta giorni, gestite al di fuori dei normali canali commerciali e promozionali, da enti pubblici, associazioni o enti religiosi operanti senza scopo di lucro per il conseguimento di finalità sociali, culturali, assistenziali, religiose, o sportive, nonché, da altri enti o aziende per il soggiorno dei propri dipendenti e loro familiari.